# Journée mondiale de la population
Le Conseil d’administration du Programme des Nations Unies pour le développement (PNUD) a recommandé, en 1989, de faire du 11 juillet la Journée mondiale de la population comme une journée internationale. 
Cette célébration est une généralisation de la Journée des cinq milliards, marquée le 11 juillet 1987.
La Journée mondiale de la population a pour objet d’attirer l’attention sur l’urgence et l’importance des questions de population et planification familiale, notamment dans le cadre des plans et programmes généraux de développement.

## Citation

Densités nationales de population en 2007

« Chaque femme et chaque fille est un être humain unique et précieux qui a droit à jouir de chances égales et des droits de la personne universellement reconnus, où qu'elle soit née et où qu'elle vive. Le moment est venu de redoubler d'efforts pour placer l'égalité entre les sexes au sommet de l'agenda international de la paix et du développement. »

Thoraya Ahmed Obaid,

Directrice exécutive du Fonds des Nations unies pour la population.